# Бог их создаёт, а потом спаривает
«Бог их создаёт, а потом спаривает» (итал. Dio Li Fa Poi Li Accoppia) — итальянский комедийный фильм режиссёра Стено, вышедший в прокат в 1982 году. Сценарист — Энрико Ванцина, сын режиссёра.

## Сюжет
Фильм повествует о событиях, произошедших в одной итальянской деревушке. Мирный священник Дон Челесте спокойно проводит службы и имеет хорошую репутацию. Но в День Карнавала четыре женщины, переодетые в дьяволов, похищают его, и одна из них, вопреки воле Дона Челесте, вступает с ним в сексуальную связь.
В дальнейшем девушка забеременеет, будет пытаться прервать беременность, но в итоге родит ребёнка, которого будет воспитывать Дон Челесте. Пути девушки и священника разойдутся, но ненадолго — судьба снова сведёт их: девушка встретит прекрасного юношу и придёт венчаться опять же к Дону Челесте.

## В ролях
- Джонни Дорелли — Дон Челесте Рестани
- Марина Сума — Паола Ди Пьетра
- Лино Банфи — Дарио Ричиотто
- Джулиана Каландра
- Рензо Ринальди — Энзо Ринальди